# Stenotarsus chiriquinus
Stenotarsus chiriquinus is een keversoort uit de familie zwamkevers (Endomychidae). De wetenschappelijke naam van de soort werd in 1920 gepubliceerd door Airow.